# Le Roncole
Le Roncole of Roncole Verdi is een frazione (=gemeenteonderdeel) van de gemeente Busseto, dicht bij Parma, in de Noord-Italiaanse Povlakte. Le Roncole ligt in de regio Emilia-Romagna.

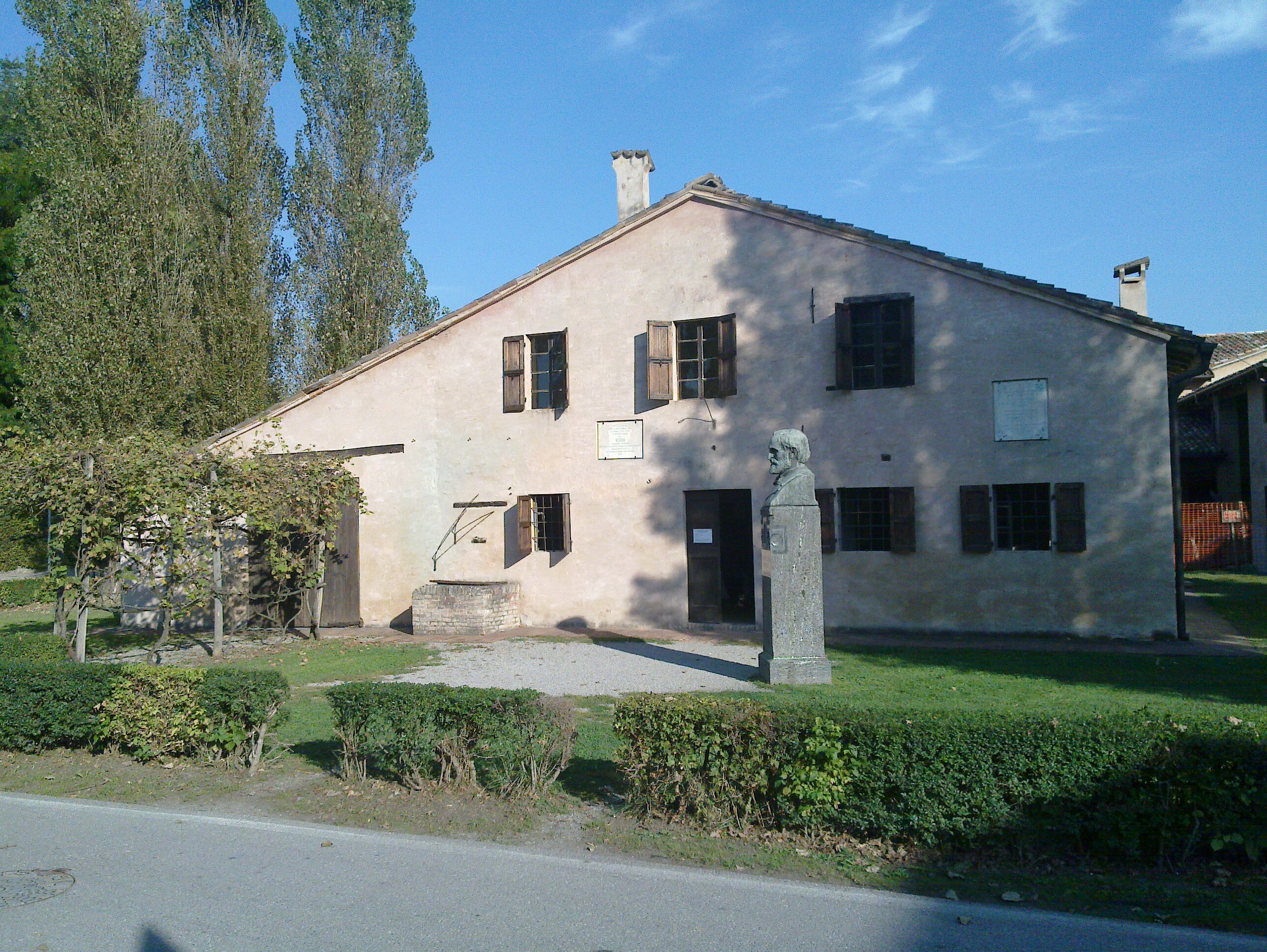
Verdi's geboortehuis

Het agrarisch dorpje kreeg bekendheid omdat het de geboorteplaats is van de Italiaanse componist Giuseppe Verdi. Zijn geboortehuis en het kerkje waar hij orgel speelde zijn de belangrijkste toeristische trekpleisters.

## Geboren
- Giuseppe Verdi (1813-1901), componist